# 와타리 와타루
와타리 와타루(일본어: 渡航, 1987년 1월 24일 - )은 일본의 라이트 노벨 작가(회사원과의 부업 작가)이다. 2009년에 발표된 제 3회 쇼가쿠칸 라이트 노벨 대상 가가가 문고 부문에서 가가가 대상을 획득한 작품인 "아야카시가타리"로 데뷔했다.

## 저작
- 쇼가쿠칸 가가가 문고
  - 아야카시가타리 (전 4권, ISBN 4-09-451133-4 외)
  - 역시 내 청춘 러브코메디는 잘못됐다. (2015년 3월 기준으로, 15권 간행 〈본편 14권, 단편 3권〉)
- 대쉬 엑스 문고
  - 쓰레기와 금화의 퀄리디아 (2015년 1월 기준으로, 1권 간행) (공저 : 사가라 소우)

## 음악
- TV 역시 내 청춘 러브코메디는 잘못됐다. BOX 초회 한정 생산의 특전 캐릭터송

『Wrong as I expected』 노래 : MC와타링 (CV 와타리 와타루) with 호리이 챠도 aka.CHA-DQN